# Край катаров
«Край ката́ров», также «страна катаров» (фр. Pays Cathare), — историческая область на юге Франции и товарный знак, используемый департаментом Од (регион Лангедок) в целях развития туристической и 
сельскохозяйственной отраслей экономики департамента. Департамент Од является центром края, в котором до середины XIII века сеньоры и простолюдины исповедовали веру, получившую название катаризма. Термин «край катаров» относится прежде всего к горному массиву Корбье́ров (Corbières), где сосредоточено множество королевских замков, но не все из них будет правильно именовать катарскими (châteaux du pays cathare).
Самый прославленный катарский замок Монсегюр (château de Montségur) находится в соседнем департаменте         (Арьеж), относящимся к другому региону Франции (Юг — Пиренеи), поэтому может не обозначаться в туристических буклетах края катаров, издаваемых департаментом Од.

## Замки и монастыри
К достопримечательностям края катаров в департаменте Од относятся, в первую очередь, замки и монастыри, сохранившиеся со времён проживания там катаров, то есть до середины XIII века, времени их полного истребления.
Замки
- Агила́р (château d’Aguilar) в Тюшане;
- Арк (château d’Arques) в Арке;
- Вильру́ж-Термене́с (château de Villerouge-Termenès) в Вильруж-Терменесе;
- крепость Каркасо́н;
- Керибю́с (château de Quéribus) в Кюкюньяне;
- четыре замка Ласту́р (châteaux de Lastours) в Ластуре;
- Пейрепертю́з (château de Peyrepertuse) в Дюийак-су-Перпертюз;
- Пюиве́р (château de Puivert) в Пюивере;
- Пюилора́н (château de Puilaurens) в Пюилоране;
- развалины замка Сеса́к (château de Saissac) в Сесаке;
- Терм (château de Termes) в Терме.

Монастыри
- Аббатство Але-ле-Бен (Alet-les-Bains в Але-ле-Бен;
- Аббатство Кон-Минервуа (Abbaye de Caunes-Minervois) в Кон-Минервуа;
- Аббатство Лаграс (Abbaye Sainte-Marie de Lagrasse) в Лаграсе;
- Аббатство Сен-Папуль (Saint-Papoul) в Сен-Папуле;
- бывшее Аббатство Сент-Мари де Вильлонг (Abbaye Sainte-Marie de Villelongue) в Сен-Мартен-ле-Вьей;
- Аббатство Сент-Илер (Abbaye de Saint-Hilaire) в Сент-Илере;
- Аббатство Фонфруад (Abbaye de Fontfroide) в Нарбонне.